# Stephen Gaghan
Stephen Gaghan (Louisville, 6 mei 1965) is een Amerikaans scenarioschrijver en filmregisseur. Hij won in 2001 een Oscar voor het scenario van Traffic (2000).

## Biografie
Stephen Gaghan werd in 1965 geboren in Louisville (Kentucky) als de zoon van Stephen Gaghan en Elizabeth Jane Whorton. Zijn vader overleed in 1980, waarna Tom Haag zijn stiefvader werd. Zijn grootvader, Jerry Gaghan, was een journalist en recensent voor Variety en Philadelphia Daily News. Als kind wilde hij net als zijn grootvader een schrijver worden.
Gaghan begon midden jaren 1990 met het schrijven van scenario's. Zo werkte hij mee aan de televisieseries NYPD Blue en The Practice. In diezelfde periode raakte hij verslaafd aan drugs en experimenteerde hij met onder meer alcohol, marijuana, cocaïne, heroïne en crack. Voor de aflevering "Where's Swaldo" van de politiereeks NYPD Blue won hij in 1997 een Emmy Award. Hij was op dat ogenblik zwaar verslaafd aan heroïne en cocaïne.
In 1997, nadat verscheidene van zijn dealers gearresteerd werden, begon hij af te kicken. In de daaropvolgende jaren maakte hij de overstap naar film. Gaghan werkte mee aan het scenario voor de thriller Rules of Engagement (2000) en verwerkte zijn eigen drugsverleden in het script van Traffic (2000), dat gebaseerd was op de Britse miniserie Traffik (1989). Voor die laatste film won hij in 2001 een Oscar, Golden Globe en BAFTA Award.
In 2002 maakte hij zijn regiedebuut met Abandon, een psychologische thriller waarvoor hij zelf het scenario had geschreven. Enkele jaren later schreef en regisseerde hij ook de geopolitieke thriller Syriana (2005). Het leverde hem een nieuwe Oscarnominatie op. Daarnaast ontwikkelde hij ook het verhaal voor de videogame Call of Duty: Ghosts (2013).

## Prijzen en nominaties
Academy Awards
- Beste scenario (adaptatie) – Traffic (2000) (gewonnen)
- Beste origineel scenario – Syriana (2005) (genomineerd)

Golden Globes
- Beste scenario (adaptatie) – Traffic (2000) (gewonnen)

BAFTA Awards
- Beste scenario (adaptatie) – Traffic (2000) (gewonnen)

Emmy Awards
- Beste scenario (dramaserie) – NYPD Blue (1996) (gewonnen)

## Filmografie
| Jaar      | Titel               | Regisseur | Scenarist |
| Film      | Film                | Film      | Film      |
| --------- | ------------------- | --------- | --------- |
| 2000      | Rules of Engagement |           |           |
| 2000      | Traffic             |           |           |
| 2002      | Abandon             |           |           |
| 2004      | The Alamo           |           |           |
| 2005      | Havoc               |           |           |
| 2005      | Syriana             |           |           |
| 2016      | Gold                |           |           |
| 2020      | Dolittle            |           |           |
| Televisie |                     |           |           |
| 1995      | New York Undercover |           |           |
| 1995–1996 | American Gothic     |           |           |
| 1996      | NYPD Blue           |           |           |
| 1997      | The Practice        |           |           |
| 1997      | Sleepwalkers        |           |           |
| 2011      | Metro               |           |           |
| 2015      | White City          |           |           |